# Andrena passerina
Andrena passerina är en biart som beskrevs av Warncke 1974. Andrena passerina ingår i släktet sandbin, och familjen grävbin. Inga underarter finns listade i Catalogue of Life.